# قائمة نتائج الفحص الشعاعي المرتبطة بأمراض جلدية
هذه قائمة (غير مكتملة) ببعض نتائج الفحص الشعاعي (التصوير الشعاعي والأشعة المقطعية وغيرهما) التي ترتبط بأمراض جلدية:
| نتائج الفحص الشعاعي                                         | الأمراض أو الحالات                                             |
| ----------------------------------------------------------- | -------------------------------------------------------------- |
| اعتلال عظمي مخطط                                            | نقص تنسج الجلد البؤري (متلازمة غولتز)                          |
| تبكل العظام                                                 | متلازمة بوشكه–أولندروف (تليف جلدي عدسي منتشر)                  |
| خلل التنسج الليفي متعدد العظام                              | متلازمة أولبرايت                                               |
| حثل عظمي وراثي                                              | حثل عظمي وراثي بحسب أولبرايت                                   |
| خلل التنسج الغضروفي المنقط                                  | متلازمة كونرادي هونرمان                                        |
| خلل التغضرف                                                 | متلازمة مافوتشي                                                |
| ورم غضروفي باطن                                             | متلازمة مافوتشي داء أولييه                                     |
| سلامى ملفوفة                                                | خلل تنسج الأديم الظاهر ناقص التعرق                             |
| ودانة                                                       | نقص تنسج الغضروف والشعر                                        |
| اتساع كردوسي                                                | داء منكس                                                       |
| مهاميز عظم طويلة                                            | داء منكس                                                       |
| غياب الرضفة                                                 | متلازمة الظفر والرضفة                                          |
| خلع جزئي لرأس (مرفق فككي)                                   | متلازمة الظفر والرضفة                                          |
| قرون حرقفية خلفية                                           | متلازمة الظفر والرضفة                                          |
| تكلسات في الأقراص بين الفقرات                               | بيلة الكابتونية                                                |
| تشوه عظم الفخذ على شكل دورق مخروطي سعة                      | داء غوشيه                                                      |
| فقدان الغدة الزعترية                                        | عوز المناعة المشترك الشديد متلازمة دي جورج متلازمة نيزيلوف     |
| تخلخل العظم                                                 | متلازمة الألم الناحي المركب                                    |
| الفصال                                                      | كيسة مخاطانية                                                  |
| العرن                                                       | مرض البروتيوس                                                  |
| الجنف                                                       | سماك قنفذي الورم العصبي الليفي من النوع الأول مرض البروتيوس    |
| سلامي بعيد شفاف للأشعة                                      | سلس الصباغ                                                     |
| فقدان الكعبرة                                               | متلازمة روثموند-ثومسون                                         |
| التهاب سمحاق العظام الطويلة                                 | ثخن الجلد وتعظم السمحاق (اعتلال المفاصل العظمي الضخامي الأولي) |
| تكلس مسار الترام                                            | متلازمة ستيرج ويبر                                             |
| تكون عظم كيس الفك                                           | متلازمة غورلين ( متلازمة سرطانة الخلية القاعدية الوحمانية)     |
| خلل تنسج العظم الوتدي                                       | الورم العصبي الليفي من النوع الأول                             |
| المشاش المرقط                                               | متلازمة كونرادي هونرمان                                        |
| ضلع مشقوق                                                   | متلازمة غورلين ( متلازمة سرطانة الخلية القاعدية الوحمانية)     |
| تعظم شبيه بالشمعة الذائبة                                   | القشيعة الخطية                                                 |
| تكلسات داخل القحف ثنائية الجانب منجلية الشكل في الفص الصدغي | داء بروتيني شحماني (داء أورباخ فيته)                           |